# جون تولى
جون تولى (بالإنجليزية: John Tully)‏ هو مدير فني أمريكي، ولد في 12 فبراير 1952.